# Helleia tristis
Helleia tristis är en fjärilsart som beskrevs av Beuret 1954. Helleia tristis ingår i släktet Helleia och familjen juvelvingar. Inga underarter finns listade i Catalogue of Life.